# Tatinghem
Tatinghem era una comuna francesa situada en el departamento de Paso de Calais, de la región de Alta Francia, que el 1 de enero de 2016 pasó a ser una comuna delegada de la comuna nueva de Saint-Martin-lez-Tatinghem al fusionarse con la comuna de Saint-Martin-au-Laërt.

## Demografía
| Gráfica de evolución demográfica de Tatinghem entre 1800 y 2013 |
|                                                                 |

Los datos demográficos contemplados en este gráfico de la comuna de Tatinghem se han cogido de 1800 a 1999 de la página francesa EHESS/Cassini, y los demás datos de la página del INSEE.